# Minden Heights
Minden Heights là một khu dân cư trong thành phố George Town ở Penang, Malaysia. Nằm cách trung tâm thành phố 6.1 km (3.8 mi), khu nhà ở cao cấp này nằm trong vùng ngoại ô Gelugor và hàng xóm Universiti Sains Malaysia ở phía nam, cũng như Taman Tun Sardon ở phía bắc.
Minden Heights là một sự lựa chọn tuyệt vời cho gia đình và sinh viên đại học. Nằm trong khu vực lân cận của nhiều tiện nghi, sự phát triển này cũng có kết nối thuận tiện, cách Cầu Penang khoảng 10 phút lái xe.

## =Nguồn gốc tên gọi

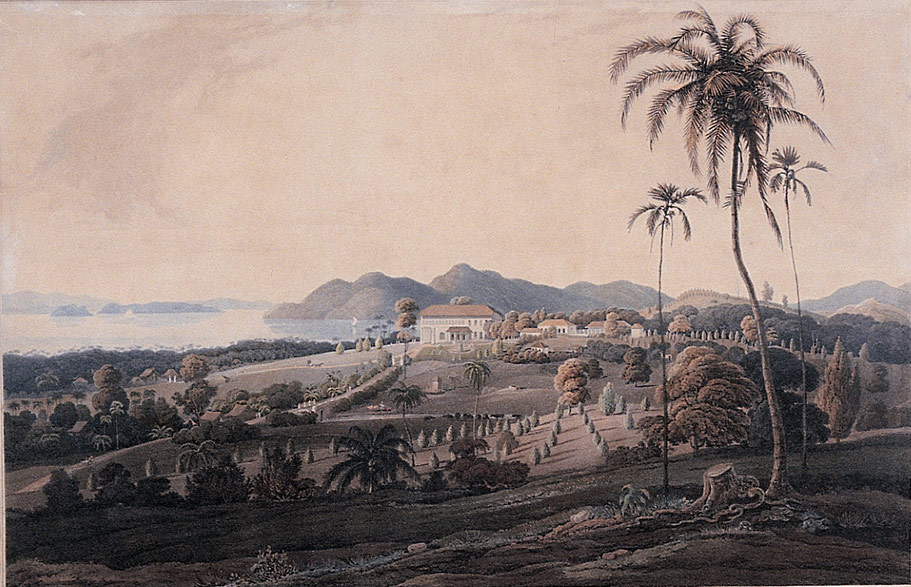
Năm 1818 mô tả Glugor House, mà sẽ được chuyển đổi thành các doanh trại Minden vào năm 1939.

Minden Heights được đặt theo tên của các doanh trại Minden, được thành lập trong khu vực bởi quân đội Anh năm 1939. Các doanh trại đã được cho thuê như một phần của Universiti Sains Malaysia.

## Lịch sử
Minden Heights lần đầu tiên được phát triển như là một khu nhà ở của Tiến sĩ Che Lah, một ủy viên hội đồng dân tộc Malay của Hội đồng Thành phố Penang (nay là Hội đồng Thành phố Penang). Khu dân cư giáp với trường đại học chính của Universiti Sains Malaysia, được hoàn thành vào năm 1975, bốn năm trước khi mở trường y khoa của trường đại học.

## Giao thông
Rapid Penang bus routes 102, 301, 303, 304 and 401 include stops along Jalan Sultan Azlan Shah, which marks the eastern limits of Minden Heights.

## Giáo dục

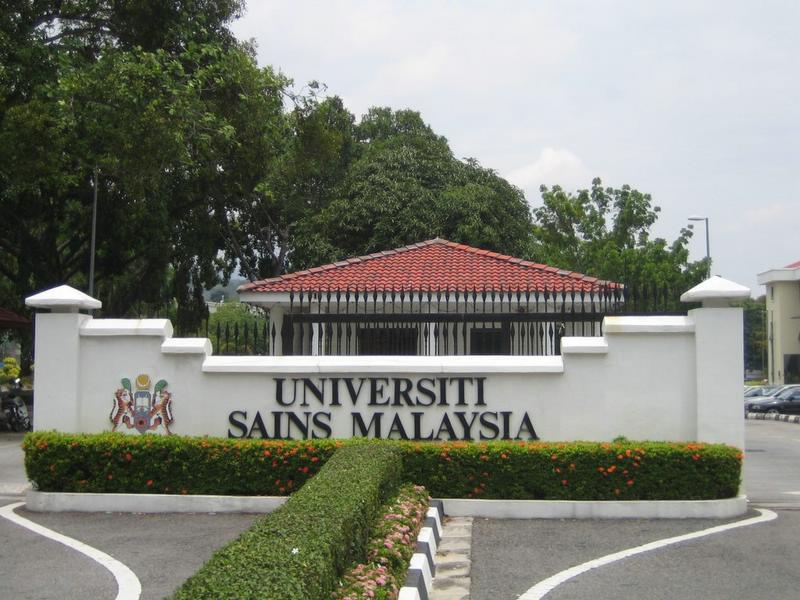
Cơ sở chính của Universiti Sains Malaysia nằm ở phía nam của Minden Heights.

Đại học Sains Malaysia (USM), trường đại học công lập hàng đầu của Penang, nằm ngay phía nam của Minden Heights. Là một trong những trường đại học công lập hàng đầu của Malaysia, USM được xếp hạng thứ năm trong bảng xếp hạng của Đại học Thế giới QS của Malaysia vào năm 2016.
Ngoài ra, hai trường tiểu học nằm trong Minden Heights.
SRK Minden
SRK Sungai Gelugor